# Biberauer Tivadar
Biberauer Tivadar (Budapest, 1879. március 17. – Budapest, 1933. május 3.) a Rákosszentmihály-Sashalmi református egyházközség első megválasztott lelkipásztora.

## Családja
Szülei Biberauer Tivadar (1829–1913) és Pospesch Mária voltak. Testvére, Biberauer Richárd (1872–1939) volt. 1923. augusztus 20-án, Földeákon házasságot kötött Abonyi Juliannával. Sógora, Abonyi Lajos (1900–1978) magyar állatorvos és Abonyi Sándor (1881–1930) zoológus volt.
Sírja a Farkasréti temetőben található.

## Emlékezete
2011-ben Budapest XVI. kerületében emlékére emléktáblás gesztenyefát ültettek.

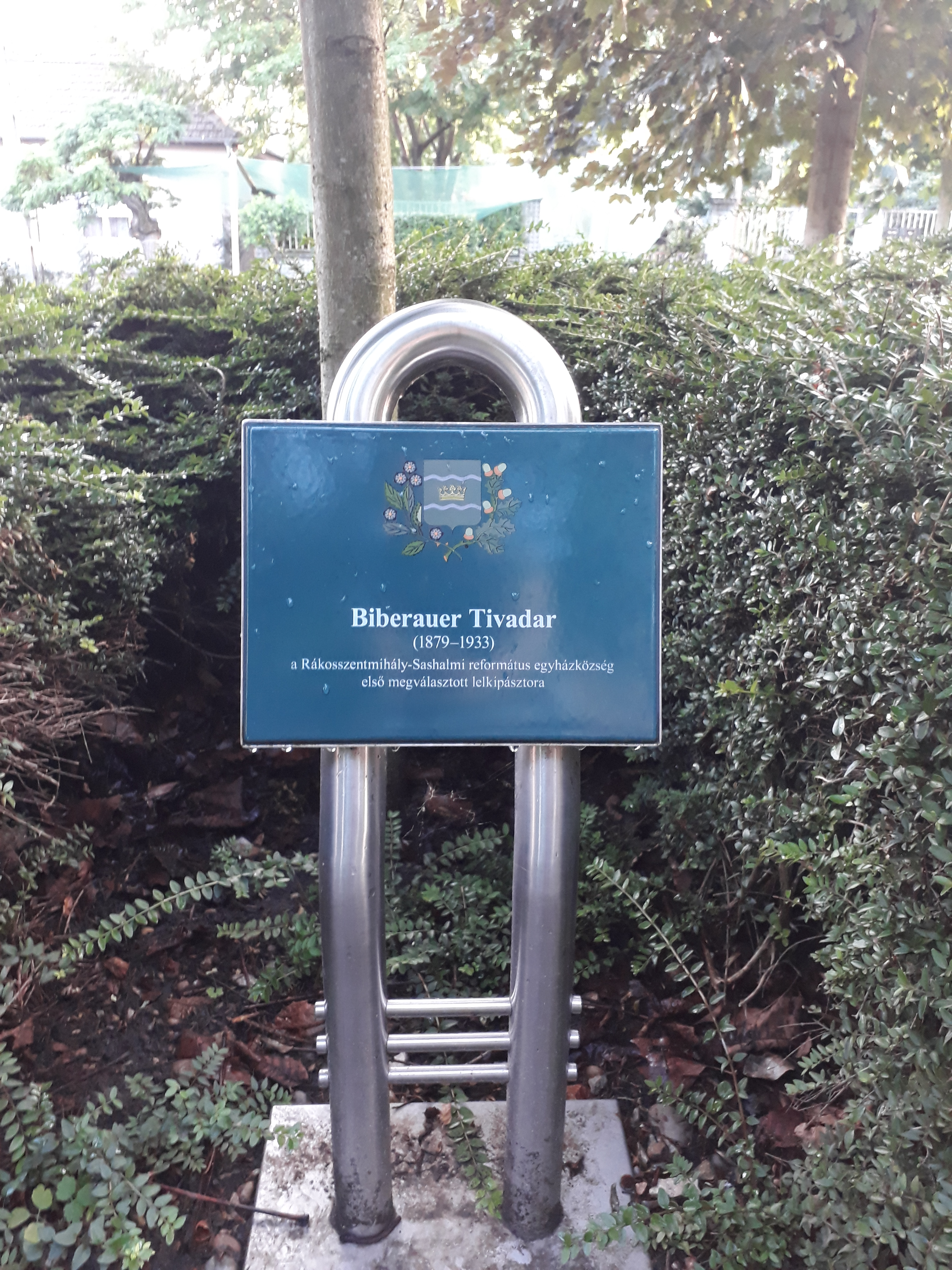
Egyike a Lantos Antal (1929–2018) és Széman Richárd, kerületi helytörténészek által összeállított 56 XVI. kerületi nevezetes személynek, akiknek emléktáblás gesztenyefákat ültettek 2011-ben.